# 兴化承宣
兴化承宣（越南语：／），是越南后黎朝所设置的十三处承宣之一，東接宣光承宣、山西承宣，東南壤清華承宣、南連乂安承宣，北同中國雲南等處承宣布政使司為鄰。

## 建置沿革
李朝和陈朝时期，兴化承宣属于牛吼蛮，两朝曾多次兴兵讨伐，开疆拓土。陈朝时，兴化置为陀江道，光泰年间改天兴镇，治所在芳胶水。明朝永乐五年（1407年），明朝占领安南，郡县其地，在此设嘉兴、归化二直隶州。
顺天元年（1428年），黎利建立后黎朝建立后，分国中为东、西、南、北和海西五道，设立嘉兴、归化二路，属西道。顺天五年春，吞并明朝云南的宁远州地区，更名为复礼州。光顺七年（1466年），设立兴化承宣。光顺十年（1469年），再次划分承宣，仍设兴化承宣。改嘉兴路为嘉兴府，辖1县5州；改归化路为归化府，辖3县2州，改复礼州为安西府，辖10州。三府均划归兴化承宣管辖。
洪德二十一年（1490年），黎圣宗下令绘制各承宣地图，各承宣改题为“处”，遂兴化承宣为兴化处。洪顺以后，越南频遭战乱，各政权均以军事为重，又称“处”为“镇”，兴化处为兴化镇。
兴化镇司最初治于山西承宣新丰县古法，承、宪二司治所在山西承宣山围县程舍。中兴后，三司合治于古法。黎末，废承、宪二司，镇司移于镇安县百廪峝，移于三农县竹批。
黎顯宗景興年間，安西府之嵩陵州、醴泉州、黃巖州、合淝州、綏阜州、謙州沒於清朝雲南省。西山朝、阮初劃屬北城所轄，至阮聖祖明命十二年（1831年）北城撤鎮設省，改為興化省，同時將山西鎮沱陽府三農縣併入興化省。

## 行政区划
兴化承宣下辖3府，共4县17州。
- 归化府，辖3县2州：镇安县、安立县、文振县、文盘州、水尾州。
- 嘉兴府，辖1县5州：清源县、木州、顺州、越州、符华州、枚州。
- 安西府，辖10州：嵩陵州、醴泉州、黄岩州、绥阜州、合淝州、莱州、昭晋州、谦州、倫州、琼崖州。